# Nimrud
Nimrud (in arabo كال‎?) è il nome, attribuito nell'ottavo secolo dagli Arabi, a un'antica città assira situata a sud di Ninive, sul fiume Tigri. Il nome originale della città era Kalhu o Kalkhu. La città viene nominata anche nella Bibbia con il nome di Calah (Kalakh).

## Storia
La città fu fondata nel XIII secolo a.C. da Salmanassar I e divenne capitale dell'Impero assiro verso l'880 a.C. sotto Assurnasirpal II, che vi edificò il proprio palazzo reale, inaugurato secondo le descrizioni nell'860 a.C. Rimase capitale per circa un secolo, fino a quando Sargon II decise di edificare una nuova capitale, Dur-Sharrukin.
Nella propria massima estensione misurava 360 ettari, ma con la caduta dell'Impero neo-assiro, attorno al 610 a.C., venne abbandonata.

## Archeologia
La città venne scoperta nel 1820 dall'inglese Claudius James Rich. Austen Henry Layard iniziò gli scavi archeologici dal 1845 al 1847 e dal 1849 fino al 1851; durante queste campagne mise in luce un gran numero di avori. Oltre a questo mise in luce, con metodologie certamente molto datate, due importanti palazzi sul tell principale dell'antica città di Kalkhu: il palazzo Nord Ovest e quello Sud Est. Fra i suoi ritrovamenti più importanti l'obelisco nero e i pesi di leoni assiri, ora al British Museum, di notevole importanza per l'archeologia del Vicino Oriente antico. Nei suoi lavori sono stati descritti una quantità ingente di bassorilievi e sculture, tra cui gli imponenti leoni lamassu che oggi si trovano al British Museum. Nel 1855 i lavori vengono brevemente ripresi da Loftus che portò alla luce i resti di un altro palazzo. Al Loftus si deve anche la stesura di una pianta topografica del sito. Nel 1949, un team guidato da Max Mallowan riprese i lavori. Da allora sono stati portati alla luce avanzi dell'acropoli, delle mura e del palazzo reale.

## Salvaguardia
Dopo che i monumenti di Nimrud sono stati a lungo minacciati dall'esposizione al duro clima iracheno, soprattutto all'erosione della sabbia, principalmente a causa della mancanza di adeguate coperture, nel marzo 2015 il ministero iracheno del Turismo e delle Antichità ha denunciato la pressoché completa distruzione del sito archeologico per mano dei miliziani dello Stato Islamico. Nell'aprile proprio lo Stato Islamico ha diffuso il video della sua distruzione. La città è stata liberata dalle truppe irachene nel novembre 2016. Ad una prima ricognizione sembra che ne sia stato distrutto il 95%, in particolare sarebbero stati distrutti o asportati i leoni alati, simili a quelli del British Museum, posti a fianco di una delle porte rimasta in piedi.